# Wearmouth-Brücke
Die Wearmouth-Brücke ist eine Bogenbrücke über den Wear in Sunderland in Nordost-England. Es ist die letzte Brücke über den Wear vor seiner Mündung in die Nordsee.
Die erste Wearmouth-Brücke wurde 1796 als zweite gusseiserne Brücke der Welt errichtet (gemeinsam mit der ebenfalls 1796 eröffneten Buildwas Bridge) und 1929 durch einen Neubau ersetzt.

## Erste Wearmouth-Brücke (1796)

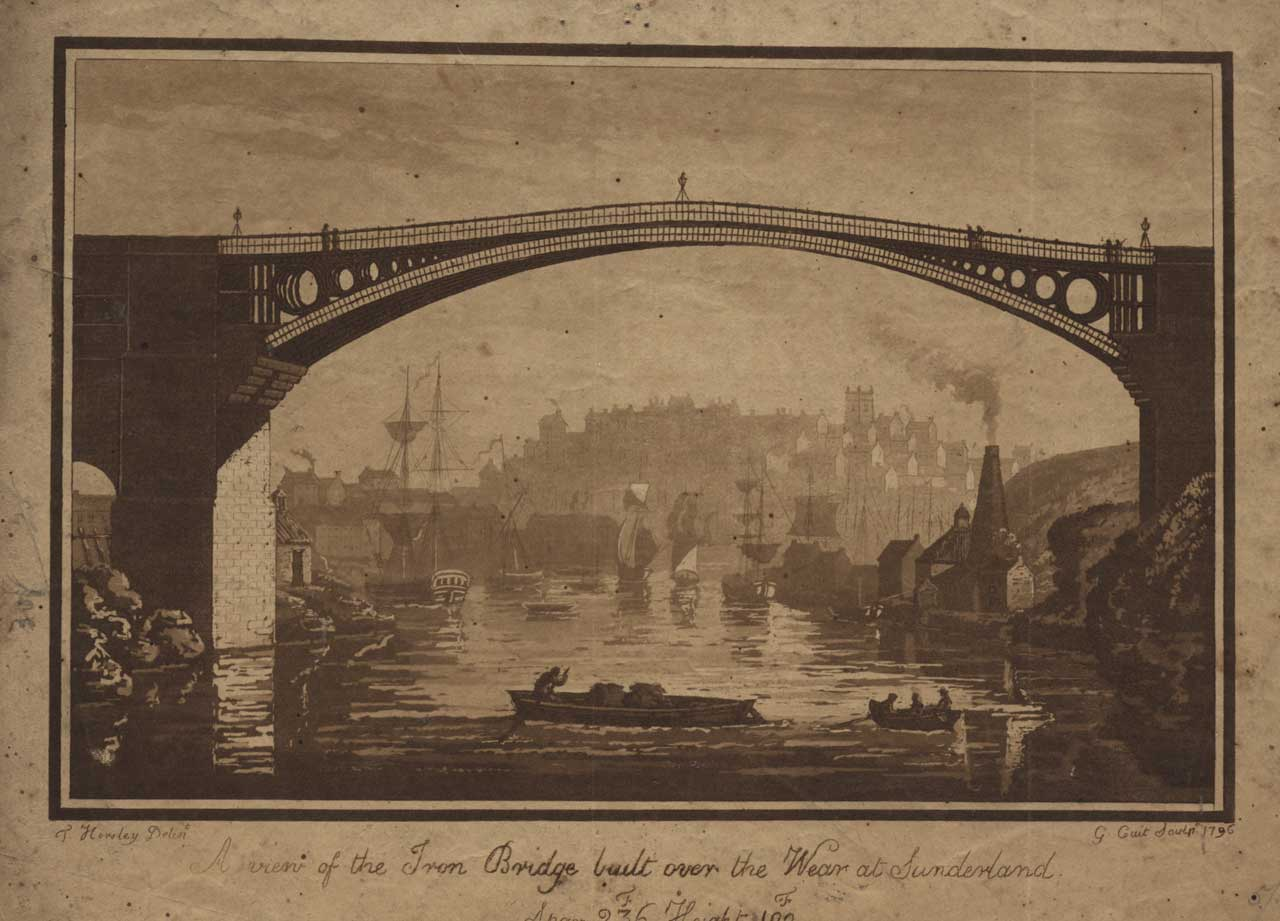
Erste Wearmouth-Brücke mit den typischen gusseisernen Ringen

Die erste Wearmouth-Brücke war eine gusseiserne Brücke, die von Thomas Paine auf der Grundlage seines Modells für eine Brücke über den Schuylkill River bei Philadelphia, Pennsylvania, USA entworfen wurde. Ihre sechs Bogenrippen bestanden aus mehreren kleineren, hohlen Elementen, die leichter fehlerfrei zu gießen waren als große Bogenträger. Sie wurden durch schmiedeeiserne Stangen zusammengehalten und untereinander durch gusseiserne Röhren versteift. Zur Aufständerung der Fahrbahn dienten gusseiserne Ringe mit abnehmendem Durchmesser. Sie wurde auf Veranlassung des Abgeordneten Roland Burdon, der sich die Patente des hochverschuldeten Paine aneignete mit Hilfe von Thomas Wilson ab September 1793 gebaut und am 9. August 1796 durch Prince William of Gloucester in Gegenwart von 80 000 Zuschauern eröffnet. Burdon beanspruchte die Anerkennung für die Konstruktion allein für sich. Sie war die zweite gusseiserne Brücke nach der Iron Bridge, aber mehr als doppelt so lang wie diese, und hatte mit einer Spannweite von 72 m den seinerzeit größten Brückenbogen der Welt. Die für die damalige Zeit kühne Konstruktion wurde von Zeitgenossen viel bewundert.
Sie stellte eine wichtige Verbindung über den Wear dar, da die nächste Brücke in Chester-le-Street rund 13 km entfernt war, und trug so wesentlich zur Entwicklung von Sunderland bei.
1857 begann Robert Stephenson mit einem Umbau, der 1859 fertiggestellt wurde.

## Zweite Wearmouth-Brücke (1929)

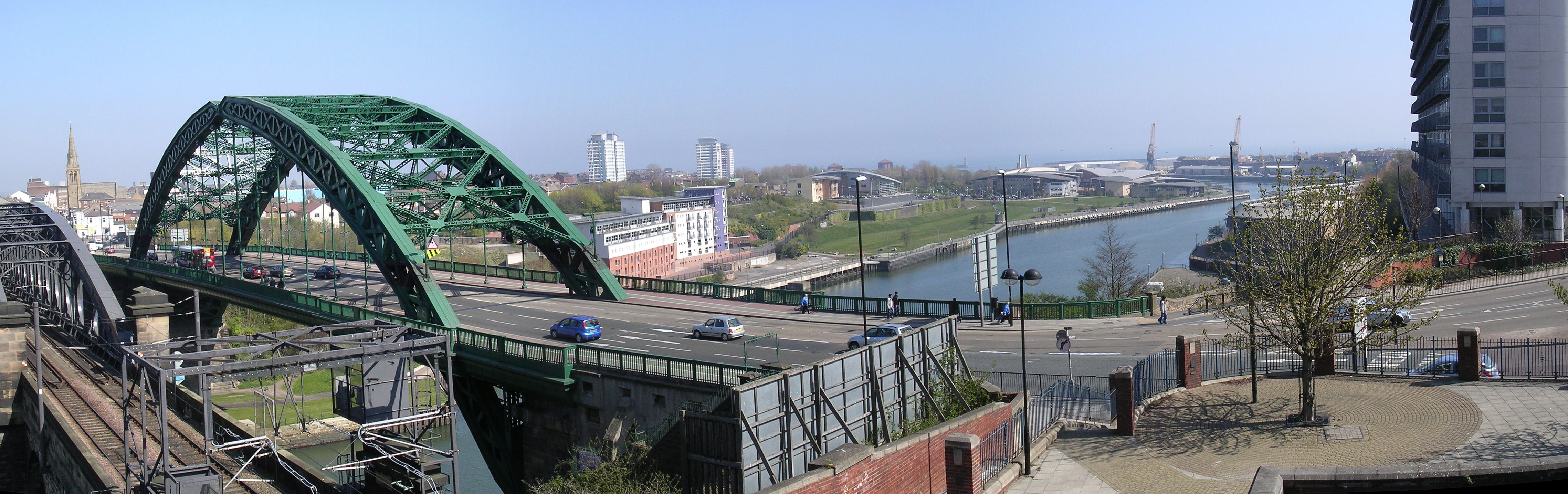
Dritte Wearmouth-Brücke (1929)

Um dem zunehmenden Verkehr gerecht zu werden, wurde 1927 mit dem Bau der dritten Wearmouth-Brücke begonnen. Die dreigelenkige Stahl-Bogenbrücke mit einer Spannweite von 114 m wurde von Sir William Arrol & Company gebaut und am 31. Oktober 1929 vom Duke of York dem späteren König Georg VI. eröffnet. Diese Brücke mit fünf Fahrspuren trägt heute den Verkehr der A 183 und der A 1018. Sie steht unmittelbar neben einer 1879 eröffneten Eisenbahnbrücke.